# Epoka lodowa

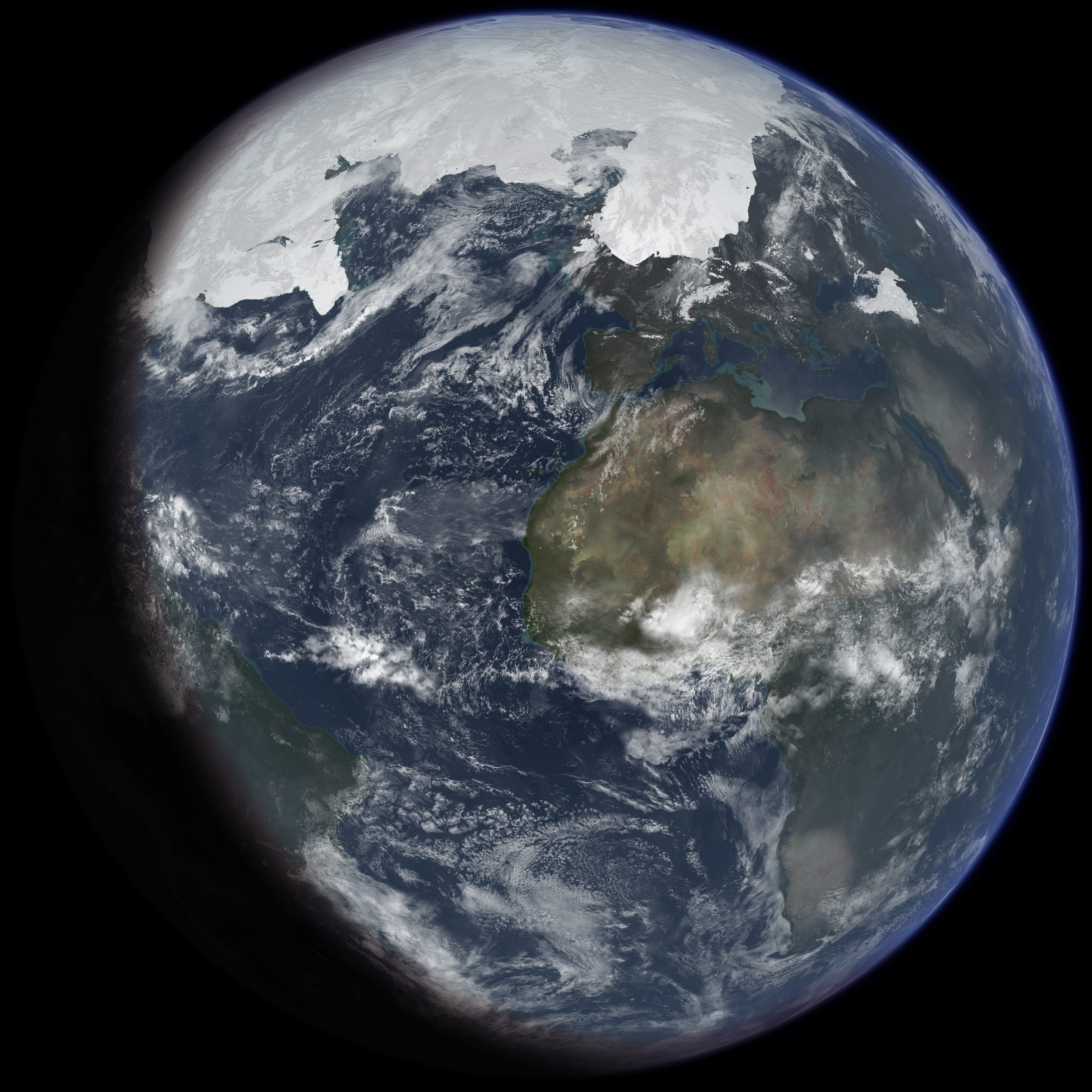
Artystyczna wizja Ziemi widzianej z kosmosu w okresie plejstocenu.

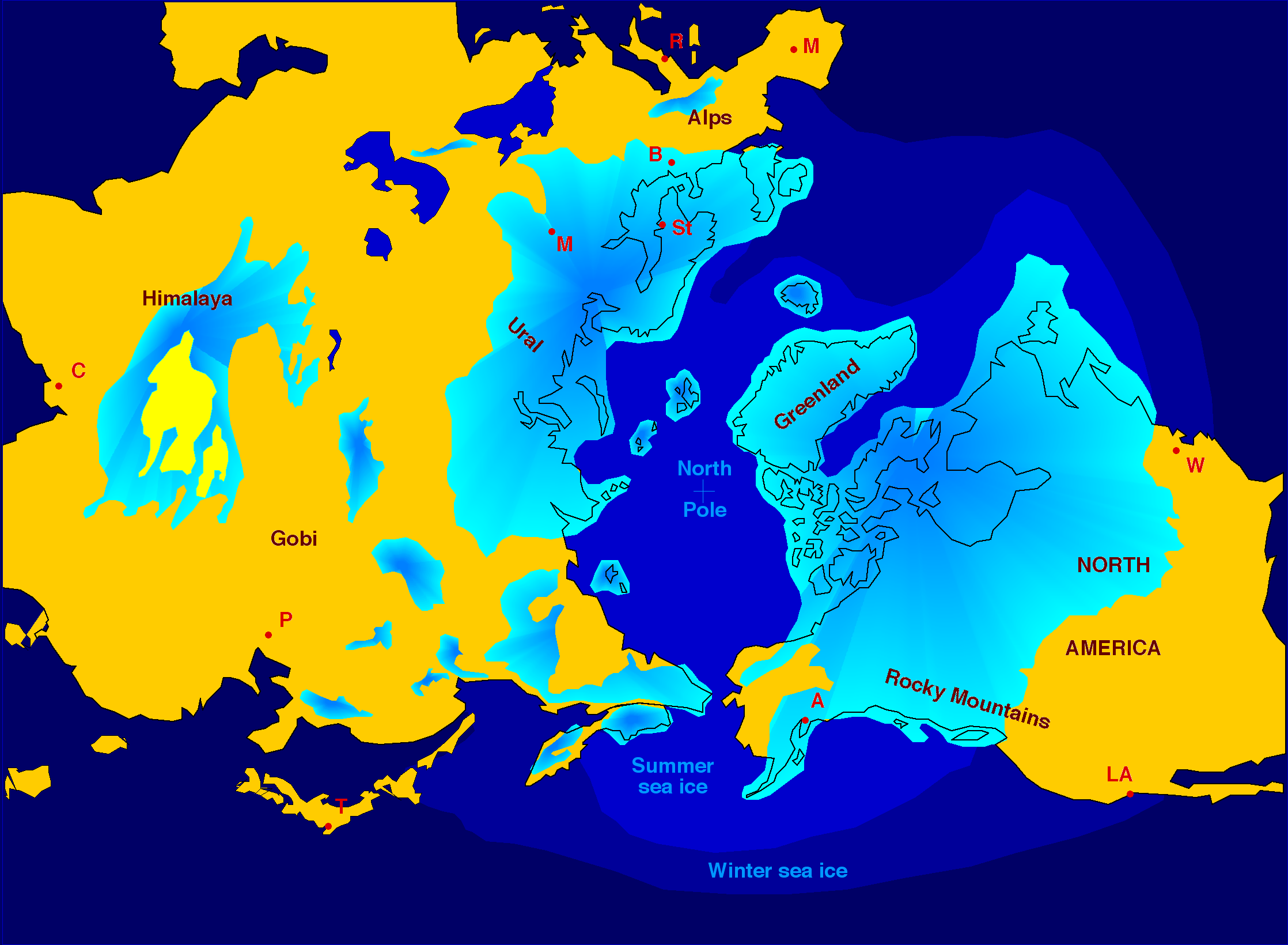
Półkula północna podczas maksimum ostatniego zlodowacenia. Utworzenie warstwy pokrywy śnieżnej o grubości od 3 do 4 km spowodowało globalne obniżenie poziomu mórz o ok. 120 m.

Epoka lodowa, inaczej epoka lodowcowa – historyczny termin na określenie okresu zlodowaceń w Europie odpowiadający z grubsza plejstocenowi, zaproponowany w 1838 przez niemieckiego botanika Karla Friedricha Schimpera jako alternatywa terminu dyluwium. Później stosowana także poza Europą. Obecnie termin ten nie jest używany w nauce w pierwotnym znaczeniu (jako synonim plejstocenu lub jednostka stratygraficzna), natomiast częściowo przetrwał w nazwach epizodów ochłodzeń holocenu, np. mała epoka lodowa. Używa się go też często w pracach popularnonaukowych (np. Andel) i w niektórych naukowych (zwłaszcza ogólnych podręcznikach anglojęzycznych pod angielską nazwą ice age) na określenie glacjałów plejstocenu. Czasami także w znacznie szerszym aspekcie dla każdego okresu, gdy istniały rozległe lądolody (np. Ziemia-śnieżka). W polskiej literaturze naukowej tradycyjnie preferuje się nazwę epoka lodowa, a nie epoka lodowcowa, choć obecnie terminy te są traktowane jako synonimy.